# Rodopa Smoljan

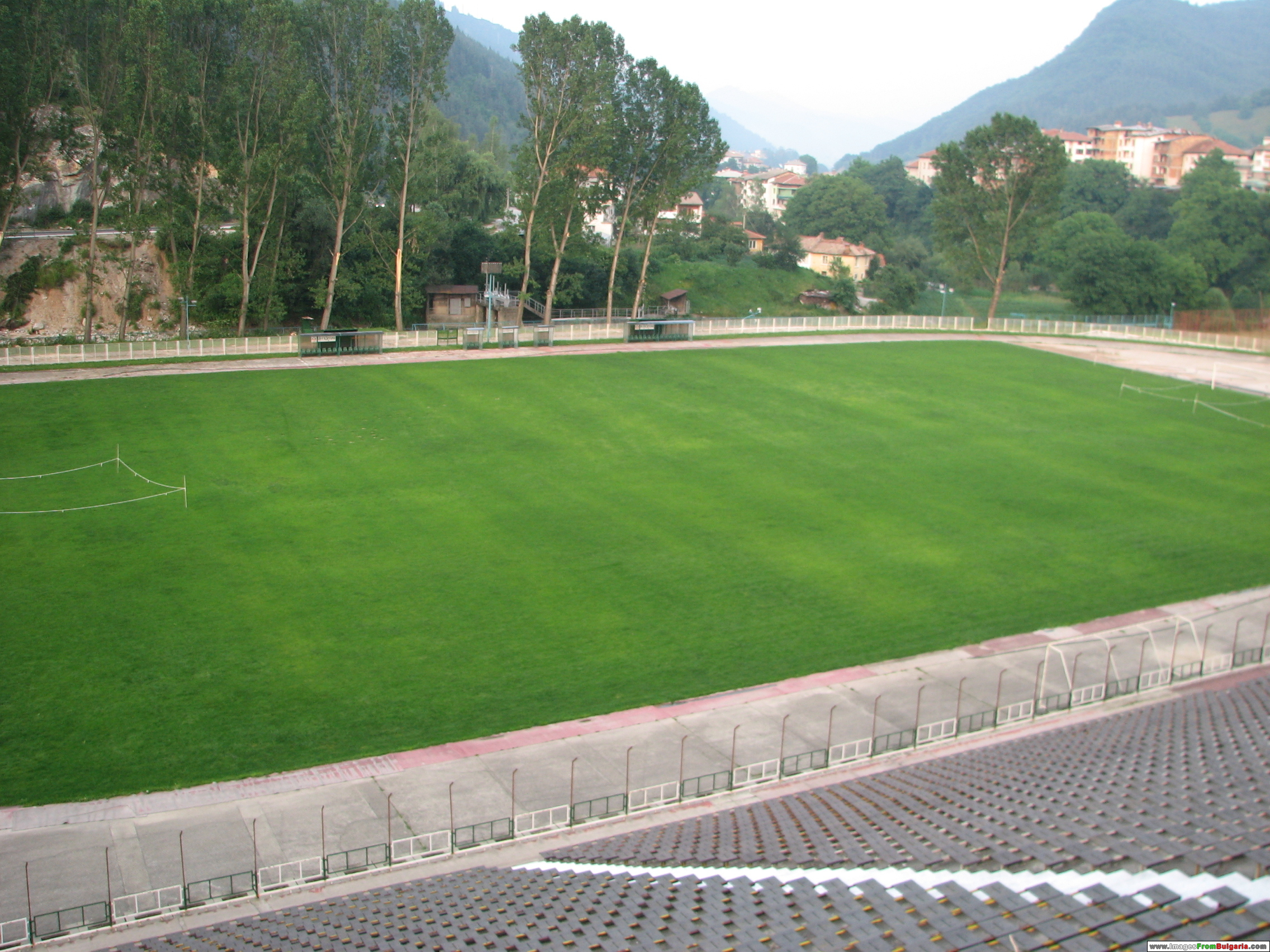
Stadion van Rodopa Smoljan

Rodopa Smoljan (Bulgaars: ПФК Родопа Смолян) is een Bulgaarse voetbalclub uit de stad Smoljan.
In 2003 werd de club kampioen in de 2de klasse en promoveerde zo voor het eerst naar de hoogste klasse. In het eerste seizoen werd de 10e plaats bereikt en haalde de club ook de kwartfinale van de beker, de volgende 2 seizoenen eindigde Rodopa 12de. In 2007 werd de club voorlaatste en degradeerde.

## Bekend (ex-)spelers
- Petko Petkov